# هکتور یوسته
هکتور یوسته (انگلیسی: Héctor Yuste؛ زادهٔ ۱۲ ژانویهٔ ۱۹۸۸) بازیکن فوتبال اهل اسپانیا است.
از باشگاه‌هایی که در آن بازی کرده‌است می‌توان به باشگاه فوتبال هرکولس، باشگاه ورزشی رئال مایورکا، باشگاه فوتبال راسینگ سانتاندر، باشگاه فوتبال کادیس، و باشگاه فوتبال گرانادا اشاره کرد.